# 1908年ロンドンオリンピックの南アフリカ選手団
1908年ロンドンオリンピックの南アフリカ選手団（1908ねんロンドンオリンピックのみなみアフリカせんしゅだん）は、1908年4月27日から10月31日にかけてイギリスの首都ロンドンで開催された1908年ロンドンオリンピックの南アフリカ選手団、およびその競技結果。

## 概要
今大会は金メダル1個、銀メダル1個の合計2個のメダルを獲得した。

## メダル
| メダル | 選手名                 | 競技 | 種目         |
| ------ | ---------------------- | ---- | ------------ |
| 金     | レジー・ウォーカー     | 陸上 | 男子100m     |
| 銀     | チャールズ・ヘフェロン | 陸上 | 男子マラソン |